# 나카무라 신스케
나카무라 신스케(일본어: 中邑真輔 なかむら しんすけ[*]/Sinsuke Nakamura、 1980년 2월 24일 ~ )은 일본의 남자 프로레슬러다. 키는 187.9cm(6 ft 2 in), 몸무게는 103.8kg(228 lb)이다.
피니쉬는 킨샤사/보마예(런닝 니 스트라이크), 랜드슬라이드(사모안 드라이버), 샤이닝 트라이앵글(트라이앵글 초크)로 사용을 한다.

## Professional wrestling highlights
- Finishing moves
  - Boma Ye (NJPW) / Kinshasa / Knee to Face (WWE) (Running knee strike to the face or neck of a seated opponent) - 2009-present
  - Landslide (Samoan driver, sometimes from the second rope) - 2006-2009; used as a signature moves
  - Shining Triangle (Triangle choke, sometimes in the version flying) - 2002-2006; used as a signature moves
- Signature moves
  - El Niño (Springboard moonsault)
  - Double knee backbreaker
  - Double underhook piledriver
  - Death valley driver
  - High kick
  - Inverted powerslam
  - Low Blow
  - Multiple suplex variations
    - Bridging german
    - Full nelson
    - Inverted exploider

  - Running lariat
- Manager
  - Sami Zayn
- Nicknames
  - "The Artist"
  - "The Artist known as Shinsuke Nakamura"
  - "The Black Savior"
  - "Child of God"
  - "El Samurai de NJPW"
  - "The King of Strong Style"
  - "The Rockstar"
  - "Supernova"
- Entrance themes
  - "Moving City" (NJPW; 2002-2004)
  - "Subconscious (Entry Version)" by Julia Claris (NJPW; 2004-2016)
  - "The Rising Sun" by CFO$ (NXT (NXT/WWE; 2016-2018; 2021-2024)
  - "Shadows of a Setting Sun" by CFO$ feat. Shadows of the Sun (WWE; 2018-2021)
  - "Sinister Samurai" by Def Rebel (WWE; 2024-present)

## 수상
- IWGP 월드 헤비웨이트 챔피언 (3회)
- IWGP 써드 벨트 챔피언 (1회)
- IWGP 태그팀 챔피언 (1회) - 타나하시 히로시
- IWGP U-30 오픈웨이트 챔피언 (1회)
- IWGP 인터콘티넨털 챔피언 (5회)
- NFW 헤비웨이트 챔피언 (1회)
- 10.000.000엔 태그 토너먼트 (2004) (1회) - 텐잔 히로시
- G1 클라이맥스 2011
- G1 태그 리그 2006 초노 마사히로
- 네셔널 디스트릭트 토너먼트 카네모토 코지
- 뉴 제팬 컵 (2014)
- 타이센 홀 컵 식스 맨 태그팀 토너먼트 (2003) - 사이토 히로, 고토 사츠토시
- 유코 식스 맨 태그팀 토너먼트 (2004) - 블루 울프, 나카지마 카즈히코
- 헤비웨이트 태그 MVP 어워드 (2005) - 타나하시 히로시
- 뉴 웨이브 어워드 (2003)
- 태그팀 베스트 바우트 (2004) - 텐잔 히로시 vs 시바타 카츠요리
- 태그닉 어워드 (2004)
- 모스트 파퓰러 레슬러 오프 더 연 (2016)
- 랭크드 넘버 5 오프 베스트 500 싱글즈 레슬러 인 더 PWI 500 인 2015
- 베스트 바우트 아워드 (2013) - 이부시 코타
- 베스트 바우트 아워드 (2014) vs 오카다 카즈치카
- 루키 오프 더 연 아워드 (2003)
- 태그닉 아워드 (2012)
- 5스타 매치 (2015) vs 이부시 코타
- 5스타 매치 (2015) vs 타나하시 히로시
- 모스트 카리스마틱 (2014, 2015)
- 프로레슬링 매치 오프 더 연 (2015) vs 이부시 코타
- 레슬러 오프 더 연 (2014)
- 레슬링 옵저버 뉴스레터 명예의 전당 (2015)
- WWE NXT 챔피언 (2회)
- WWE NXT 연-엔 어워드 (2회)
  - 메일 컴퓨터 오브 더 이열 (2016)
  - 오버롤 컴퓨터 오브 더 이열 (2016)
- WWE 인터콘티넨탈 챔피언 (2회)
- WWE US 챔피언 (3회)
- WWE 스맥다운 태그팀 챔피언 (1회) - 세자로
- WWE 남자 로얄 럼블 (2018)